# طرخشقون أجمي
طرخشقون أجمي (الاسم العلمي:Taraxacum caespitosum) هو نوع من النباتات يتبع جنس الطرخشقون من الفصيلة النجمية.